# Калинец, Ирина Онуфриевна
Ирина Онуфриевна Калинец (до замужества — Стасив; укр. Ірина Онуфріївна Стасів-Калинець; 6 декабря 1940, Львов — 31 июля 2012, там же) — украинская поэтесса, деятель диссидентского движения, активистка украинского национального и правозащитного движения, филолог.

## Биография
Родилась в семье верующих Украинской греко-католической церкви. Окончила славянское отделение филологического факультета Львовского университета, по специальности — учитель.
И. Калинец работала методистом областного Дома народного творчества, учительницей, библиотекарем, преподавателем украинского языка и литературы во Львовском политехническом институте (ныне Национальный университет «Львовская политехника»).
В 1990 году И. Калинец избиралась депутатом Верховной Рады Украины. С мая 1990 работала начальником Львовского областного управления образования. Проводила реформу школьной системы в направлении украинизации школьной системы, в частности, по её инициативе было отменено изучение русского языка в начальной школе, сокращено количество русских школ и классов Львова и области, внесены соответствующие изменения в учебные программы и другое.
Ирина Онуфриевна Калинец умерла после продолжительной болезни в 2012 году.

## Диссидентская деятельность
Во время преследований за выступления в защиту украинских деятелей культуры в 1970 — уволена с работы. Работала ткачихой. Преподавала язык и литературу в школе.
В июле 1970 подписала протест 9 граждан Львова против ареста украинского диссидента Валентина Мороза. Осенью того же года вместе с мужем направила петицию в прокуратуру СССР с просьбой разрешить присутствовать на судебном разбирательстве В. Мороза. Написала письмо Председателю Совета Министров СССР Косыгину от имени родственников и друзей В. Мороза, письмо в Верховный Совет УССР с протестом против нарушений в ходе судебного разбирательства. В декабре 1971 подписала декларацию о создании Общественного комитета защиты диссидентки Нины Строкатой.
В январе 1972 была арестована и в июле того же года осуждена за «антисоветскую агитацию и пропаганду» к 6 годам заключения в лагерях строгого режима и 3 годам ссылки. Через полгода по такому же обвинению был осужден её муж — поэт И. М. Калинец. Заключение отбывала в Читинской области. Освободилась в 1981 г.
С середины 1980-х гг. — активистка общественно-культурной жизни Западной Украины и Львова, принимала участие в сознании организации «Мемориал» и Народного руха Украины.

## Творчество
Ирина Калинец — автор сборников «Поезії», «Шлюб з полином», детских книг «Лелека і Чорна Хмара», «Казки іграшкового телефону»(2001), «Пімбо-Бімбо» (2000), исторического детектива «Вбивство тисячолітньої давнини» (2002); монографий «Студії над „Словом о полку Ігоревім“», «Загадки хрещення України-Руси», научного исследования «Тарас Шевченко і святий Августин», многочисленных публицистических статей, эссе и др.

## Награды
В 1998 году за общественную деятельность была признана «Героиней мира» (США, Рочестер), в 2000 — награждена орденом Княгини Ольги III степени.